# Aracy de Almeida
Aracy de Almeida, née le 19 août 1914 à Rio de Janeiro et morte le 20 juin 1988 dans la même ville, est une chanteuse brésilienne.

## Biographie
Aracy de Almeida naît le 19 août 1914 à Rio de Janeiro.
Elle apprend à chanter dans la chorale de l'église baptiste dont son frère est le pasteur. En 1934, grâce au compositeur Custódio Mesquita (pt), elle chante sur Rádio Educadora do Brasil et enregistre son premier disque, avec la marche Em Plena Folia, de Julieta de Oliveira. À la station de radio, elle rencontre le compositeur Noel Rosa et interprète certaines de ses sambas sur les albums Riso de Criança (1934) et Triste Cuíca (1935). Engagée par Rádio Cruzeiro do Sul, elle rejoint le chœur de la maison de disques Victor. Elle travaille pour les stations de radio Mayrink Veiga, Cajuti et Ipanema. Chez Philips, elle partage le Programa Casé avec le chanteur Sílvio Caldas. En 1936, elle passe à Rádio Tupi et enregistre les sambas Palpite Infeliz et O X do Problema, toutes deux de Noel Rosa.
Aracy de Almeida chante professionnellement depuis plus de 30 ans et est reconnue comme la première grande chanteuse de samba, même si elle chante dans d'autres styles, tels que la rumba, le boléro, le baião, la marchinha, la cateretê et le frevo-canção. Elle consacre une grande partie de sa carrière à ce genre et se fait connaître sous le nom de « Samba em Pessoa », surnom que lui a donné le radiodiffuseur César Ladeira et titre de son album de 1958.
Selon le chercheur Jairo Severiano, sa carrière peut être divisée en trois phases : entre 1934 et 1949, la jeune chanteuse à succès ; entre 1950 et 1967, la chanteuse établie, qui promeut les œuvres de grands compositeurs, en particulier Noel Rosa ; et de 1968 à 1988, la vieille dame qui explore sa veine comique pour donner vie au personnage du juge grincheux dans les programmes télévisés. Dans cette dernière phase, elle n'hésite pas à dire qu'elle n'aime pas chanter, mais qu'elle le fait pour gagner sa vie.
Comme c'est souvent le cas pour les chanteurs en herbe de son époque, elle fait ses débuts à la radio avec une chanson du répertoire de la chanteuse Carmen Miranda, la chanson du renard Bom Dia Meu Amor, composée par Olegário Mariano (pt) et Joubert de Carvalho (pt). Deux ans après le début de sa carrière, elle développe son propre style et devient l'une des interprètes qui fait connaître et façonne la samba moderne qui émerge dans les années 1930. Ce son s'identifie au groupe Estácio, remplaçant la samba du début du XXe siècle, par des compositeurs tels que Donga et Sinhô, plus proches du mètre maxixe.
Le poète Noel Rosa et l'interprète Aracy jouent un rôle important dans l'orientation du genre. Avec une voix nasillarde - qui devient plus grave au fil des ans - et un certain accent triste, la chanteuse produit l'équilibre parfait et la division exacte du phrasé de la samba. Le tournant dans la carrière d'Aracy se produit lorsqu'elle rencontre Noel Rosa, qui décèle en elle le potentiel pour devenir « la personne qui interprète exactement ce que je produis ». Selon le compositeur, Aracy est la « meilleure chanteuse de samba de batida ». Bien que l'on ne sache pas exactement ce qu'il entend par « samba de batida », il est possible qu'il fasse référence à un rythme de bossa léger et bien marqué, par opposition au style plus lent de la samba-canção ou de Carmen Miranda. Le compositeur influence son style et lui confie l'enregistrement d'une grande partie de ses œuvres. Bien qu'Aracy ait une oreille « dure » et une mauvaise mémoire musicale, avec des difficultés à apprendre des harmonisations compliquées et à se souvenir des paroles, elle bénéficie de sa capacité à assimiler les sons de manière plus intuitive que technique, contrairement à Marília Batista, une autre grande interprète de Noel Rosa.
Aracy fréquente la maison de Noel et devient sa compagne bohème, contribuant à faire connaître l'œuvre du Poeta da Vila, en particulier dans les années 1950, lorsqu'il semble avoir été oublié. Outre Noel, Aracy enregistre les principaux compositeurs de son époque, tels que Capiba (pt), Ary Barroso, Wilson Batista, Custódio Mesquita , Lamartine Babo, Assis Valente, Haroldo Lobo (pt) et João de Barro. Par sa voix, la samba-canção, liée à la désillusion amoureuse, fait l'objet d'interprétations saisissantes, comme dans Se Eu Morresse Amanhã, d'Antonio Maria, et Quando Tu Passas Por Mim, de Vinícius de Moraes et Antônio Maria (pt).
Remarquée pour son esprit et sa franchise, la chanteuse a des désaccords professionnels tout au long de sa vie, y compris avec le compositeur qui l'a découverte : la samba de Noel Rosa, Palpite Infeliz, enregistrée par elle en 1936 et réenregistrée en 1950, fait partie du film Alô, Alô Carnaval (1936). La chanteuse refuse cependant d'interpréter la chanson dans le rôle d'une blanchisseuse, la jugeant désobligeante. La querelle entre les deux ne va pas plus loin et Noel compose d'autres chansons pour qu'elle les interprète. Un autre cas est celui d'Ary Barroso : au début, le compositeur n'aime pas la chanteuse, mais il abandonne sa résistance et autorise Aracy à enregistrer la samba Camisa Amarela. La chanson devient un succès de carnaval en 1939.
Aracy fait sensation auprès des conservateurs parce qu'elle cultive des amitiés et fréquente des milieux masculins. Et, surtout, pour son air irrévérencieux et son vocabulaire plein d'argot et de gros mots. Malgré son faible niveau d'éducation, c'est une femme cultivée, connaisseuse en peinture et amie personnelle de poètes et de peintres tels que Vinícius de Moraes et Di Cavalcanti. Elle est mariée deux fois, mais reste une femme libre et sans attaches. En raison de ces attributs, Aracy est caractérisée comme une interprète très personnelle, dans la vie comme dans l'art.
Aracy de Almeida meurt le 20 juin 1988 dans sa ville natale.